# U nas w Filadelfii
U nas w Filadelfii (ang. It's Always Sunny in Philadelphia) – amerykański sitcom wyprodukowany przez 3 Arts Entertainment, RCG Productions, Jersey Films i FX Productions. Pomysłodawcą serialu jest Rob McElhenney. Serial był emitowany od 4 sierpnia 2005 roku przez FX. Od 9 sezonu serial jest emitowany przez kanał FXX.
1 kwietnia 2016 roku, stacja FXX zamówiła 13. i 14. sezon serialu.
W Polsce serial był emitowany od 24 sierpnia 2006 roku przez stację Canal+ oraz od 7 stycznia 2009 roku w Comedy Central. Obecnie można go oglądać na platformie streamingowej Disney+.

## O serialu
Serial opowiada o perypetiach czwórki przyjaciół. Bohaterowie serialu są nieudacznikami w życiu osobistym, prowadzą pub, który świeci pustkami. Ponadto, wbrew tytułowi serialu (w wersji oryginalnej It's Always Sunny In Philadelphia), słońce w Filadelfii nie świeci prawie nigdy. Nieszczęśliwie dla nich samych, mają dosyć wypaczone poglądy na życie, a odważne sądy często doprowadzają ich do niewiarygodnych i wręcz absurdalnych sytuacji. Zamiast rozwiązywać swoje problemy, uruchamiają lawinę kolejnych. Poglądy Maca, Charliego, Dennisa i Dee są niepoprawne politycznie, zresztą bohaterowie wyprą się swoich racji natychmiast, jeśli będzie trzeba. Dee wydaje się najrozsądniejsza z całej czwórki, lecz w chwilach upojenia alkoholowego czy miłosnego zauroczenia również traci rozum.

## Fabuła
Trójka przyjaciół z czasów liceum, Mac (Rob McElhenney), Charlie (Charlie Day) i Dennis (Glenn Howerton), prowadzą wspólnie irlandzki pub w Filadelfii. W pubie pracuje też siostra Dennisa, Dee (Kaitlin Olson), a cała czwórka spędza razem mnóstwo czasu w pracy i poza nią. I tu podobieństwo do wszystkich innych seriali się kończy. Mac, Charlie i Dennis są najgorszymi restauratorami na świecie. Cała czwórka wplątuje się w związki bez przyszłości, popełnia najgłupsze gafy pod słońcem i po prostu nie umie dojrzeć. Budzi jednak nieodpartą sympatię i zrozumienie, a sam serial uderza, udanym połączeniem formuły amerykańskiej komedii sytuacyjnej i szyderczo-prześmiewczej satyry obyczajowej i społecznej, wywodzącej się z ducha komedii brytyjskiej. Twórcy serialu z lekkością sitcomu prześlizgują się po tematach zupełnie nie-komediowych, takich jak aborcja, eutanazja, uprzedzenia rasowe; wyśmiewają zarówno ksenofobię, jak i powszechną i bezmyślną poprawność polityczną.
Młodzi odtwórcy głównych ról zagrali właściwie siebie – bezrobotnych, sfrustrowanych trzydziestolatków, którzy nie radzą sobie z życiem i sobą, w równie powikłanym jak oni sami świecie.

## Obsada
- Rob McElhenney jako Ronald "Mac" McDonald
- Glenn Howerton jako Dennis Reynolds
- Kaitlin Olson jako Deandra "Sweet Dee" Reynolds
- Charlie Day jako Charlie Kelly
- Danny DeVito jako Frank Reynolds

## Odcinki
| Sezon | Sezon | Odcinki | Oryginalna emisja    | Oryginalna emisja | Oryginalna emisja | Oryginalna emisja |  |
| Sezon | Sezon | Odcinki | Premiera sezonu      | Finał sezonu      | Premiera sezonu   | Finał sezonu      |  |
| ----- | ----- | ------- | -------------------- | ----------------- | ----------------- | ----------------- |  |
|       | 1     | 7       | 4 sierpnia 2005      | 15 września 2005  | 24 sierpnia 2006  |                   |  |
|       | 2     | 10      | 29 czerwca 2006      | 17 sierpnia 2006  |                   |                   |  |
|       | 3     | 15      | 13 września 2007     | 15 listopada 2007 | 25 września 2008  | 1 stycznia 2009   |  |
|       | 4     | 13      | 18 września 2008     | 20 listopada 2008 | 7 stycznia 2010   | 1 kwietnia 2009   |  |
|       | 5     | 12      | 17 września 2009     | 10 grudnia 2009   |                   |                   |  |
|       | 6     | 14      | 16 września 2010     | 16 grudnia 2010   |                   |                   |  |
|       | 7     | 13      | 15 września 2011     | 15 grudnia 2011   |                   |                   |  |
|       | 8     | 10      | 11 października 2012 | 20 grudnia 2012   |                   |                   |  |
|       | 9     | 10      | 4 września 2013      | 6 listopada 2013  |                   |                   |  |
|       | 10    | 10      | 14 stycznia 2015     | 18 marca 2015     |                   |                   |  |
|       | 11    | 10      | 6 stycznia 2016      | 9 marca 2016      |                   |                   |  |
|       | 12    | 10      | 4 stycznia 2017      | 8 marca 2017      |                   |                   |  |
|       | 13    | 10      | 5 września 2018      | 7 listopada 2018  |                   |                   |  |
|       | 14    | 10      | 25 września 2019     | 20 listopada 2019 |                   |                   |  |
|       | 15    | 8       | 1 grudnia 2021       | 22 grudnia 2021   |                   |                   |  |
|       | 16    | 8       | 7 czerwca 2023       | 19 lipca 2023     | 20 września 2023  | 20 września 2023  |  |
|       | 17    | 8       | 9 lipca 2025         | 20 sierpnia 2025  |                   |                   |  |